# Det Forsvundne Tegn
Det Forsvundne Tegn er den tredje bog af Dan Brown. Den engelske titel er The Lost Symbol. Bogen har ligesom Engle og Dæmoner og Da Vinci Mysteriet Robert Langdon som hovedperson. Bogen blev udgivet i september 2009 og udkom på dansk den 16. november samme år. 
Bogen var tidligere kendt under arbejdstitlen The Solomon Key. Modsat den fjerde bog, Inferno, er Det Forsvundne Tegn ikke blevet filmatiseret.
| Bog | Spire Denne artikel om bøger og tidsskrifter er en spire som bør udbygges. Du er velkommen til at hjælpe Wikipedia ved at udvide den. |